# Jelka Rosen
Pour les articles homonymes, voir Rosen.
Jelka Rosen, née le 30 décembre 1868 à Belgrade et morte le 28 mai 1935 à Kensington (Londres), est une peintre allemande, plus connue pour être la femme du compositeur britannique Frederick Delius.

## Biographie
Helena Sophie Emilie Rosen, toujours connue sous le nom de Jelka, est née à Belgrade en 1868. Son père était le Consul-Général allemand de la ville, mais il avait fait carrière comme universitaire dans le domaine des langues. Sa mère était peintre, et la fille du compositeur et pianiste Ignaz Moscheles. Jelka était la plus jeune de la fratrie.
Jelka Rosen entra en 1892 pour étudier l'art à l'Académie Colarossi à Paris, accompagnée de sa mère récemment veuve. Elle exposa au Salon des Indépendants. Elle rencontra Frederick Delius lors d'un dîner le 16 janvier 1896 et découvrit que tous deux avaient un intérêt commun pour les écrits de Nietzsche et la musique de Grieg. En 1897, à son retour de Floride, Delius emménagea avec elle dans la maison de Grez-sur-Loing qui appartenait à Rosen et à sa mère et ils se marièrent en septembre 1903. Elle héritait d'une modeste fortune de sa famille distinguée de Schleswig-Holstein, ce qui donna à Delius une sécurité financière.
Grâce à ses parents, Jelka Rosen lisait et parlait plusieurs langues et c'est souvent elle qui conseillait à son mari les textes à mettre en musique. Elle choisit les textes d'Ernest Dowson pour Songs of Sunset (en) et de Walt Whitman pour Songs of Farewell. Ses traductions de l’allemand de ces textes étaient souvent publiées avec la partition. Ses talents artistiques ont également été précieux dans les dessins d'esquisse des paysages pour la reprise de A Village Romeo and Juliet en 1920. Ses propres talents apparaissent sur la partition vocale de Fennimore and Gerda.

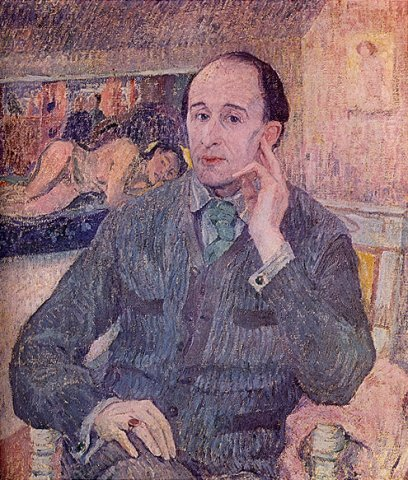
Portrait de Frederick Delius par Jelka, 1912

Elle resta dévouée à Delius malgré ses infidélités avec d'autres femmes. Elle abandonna son travail pour s'occuper de son mari pendant les douze dernières années de la vie de celui-ci, devenu aveugle et paralysé par la syphilis. Elle devint elle-même malade, contractant un cancer du côlon et elle fit savoir qu'une aide extérieure serait la bienvenue. Eric Fenby offrit ses services en tant que professeur adjoint du compositeur, mais il faisait souvent office d'aide-soignant personnel de Delius. Fenby travailla avec Delius pendant six ans, période durant laquelle Jelka Rosen s'absenta plusieurs fois pour des traitements médicaux. Elle quitta une maison de repos pour être aux côtés de Delius lorsqu'il mourut en juin 1934. Delius avait souhaité être enterré dans le jardin de leur maison à Grez-sur-Loing ou si c'était impossible, en Angleterre. Les autorités locales ne permirent pas un enterrement dans un jardin et Jelka Rosen étant trop malade pour voyager en Angleterre, Delius fut donc enterré dans le cimetière de Grez.
En mai 1935, bien qu'elle ne fut pas complètement guérie, elle estima qu'elle avait retrouvé suffisamment de forces pour traverser la Manche afin d'assister au nouvel enterrement de Delius dans l'église St Peter à Limpsfield, Surrey. Cependant elle contracta une pneumonie durant le voyage et fut hospitalisée à Douvres lors de son arrivée en Angleterre. Elle fut alors transférée dans un hôpital à Kensington, Londres, où elle mourut le 28 mai 1935, deux jours après le nouvel enterrement de son mari. Elle fut enterrée dans la même tombe. Sa succession créa une fondation, gérée par Sir Thomas Beecham, pour promouvoir les œuvres de Delius.
Jelka Rosen a été jouée par l'actrice britannique Maureen Pryor (en) dans le film de 1968 de Ken Russell Song of Summer (en).